# Grimpar à dos olive
Xiphorhynchus triangularis
Espèce
Synonymes
- Dendrocolaptes triangularis Lafresnaye, 1842

Répartition géographique
Statut de conservation UICN

 LC  : Préoccupation mineure
Le Grimpar à dos olive (Xiphorhynchus triangularis) est une espèce d'oiseaux de la famille des Furnariidae. 

## Répartition et sous-espèces
Selon la classification de référence du Congrès ornithologique international (15.1, 2025) :
- X. t. triangularis (Lafresnaye, 1842) — Andes venezueliennes, colombiennes et équatoriennes ;
- X. t. hylodromus Wetmore, 1939 — cordillère de la Costa (Venezuela) ;
- X. t. intermedius Carriker, 1935 — cordillère Orientale (Pérou) ;
- X. t. bangsi Chapman, 1919 — Andes orientales péruviennes (sud-est) et boliviennes.

## Systématique
L'espèce Xiphorhynchus triangularis a été décrite pour la première fois en 1842 par l'ornithologue français Frédéric de Lafresnaye (1783-1861) sous le protonyme Dendrocolaptes triangularis,.

### Étymologie
Son épithète spécifique, dérivé du latin triangulus, « triangle », fait référence aux taches triangulaires de sa livrée.

### Publication originale
- F. de Lafresnaye, « Description de quelques Oiseaux nouveaux », Revue zoologique, Paris, Société Cuvierienne, vol. 1842,‎ mai 1842, p. 133-134 (ISSN 1259-6493 et 2419-4816, lire en ligne).